# برایانسونت
برایانسونت (به فرانسوی: Briançonnet) یک کمون (فرانسه) در فرانسه است که در canton of Saint-Auban واقع شده‌است. برایانسونت ۲۴٫۳۲ کیلومتر مربع مساحت دارد ۱٬۰۱۰ متر بالاتر از سطح دریا واقع شده‌است.